# MMS
Служба мультимедийных сообщений (от англ. Multimedia Messaging Service, МФА: [ɛmɛmˈɛs]) — система передачи мультимедийных сообщений (изображений, мелодий, видео) в сетях сотовой связи. Является развитием службы EMS. Позволяет отправлять сообщения не только на сотовый телефон, но и на электронную почту. Согласно стандарту MMS 1.0 максимальный размер MMS составляет 50 Кб. Для MMS 2.0 размер всего сообщения не ограничен, но размер каждого мультимедийного файла не должен превышать 999 КБ. И оператор, и разработчик конкретной марки и модели мобильного устройства может налагать собственные ограничения на размер передаваемого сообщения.
В некоторых сотовых телефонах существует ограничение на размер MMS до 100 килобайт. В это сообщение можно вставить фотографию или видеоролик в формате 3GP длительностью около 10 секунд (всё зависит от используемого кодека, разрешения и качества видеозаписи), или послать небольшую мелодию различных форматов (MIDI, MP3, MMF — Synthetic Music Mobile Application Format), или небольшую диктофонную запись.
Большинство операторов СНГ в настоящее время поддерживают MMS размером до 300 кБ, что соответствует видеоролику длительностью 20-40 секунд, или нескольким фотографиям.
Настройки для пользования MMS обычно приходят автоматически. Если в телефоне более одной сим-карты, настройки проводятся для каждого номера.
При пересылке MMS на телефон, который не поддерживает MMS, получателю придёт текстовое SMS сообщение содержащее веб-ссылку, воспользовавшись которой он сможет просмотреть это сообщение.
Для приёма MMS обычно требуется предварительно настроить MMS. Многие операторы не поддерживают скачивание MMS через Wi-Fi.
Служба была разработана организацией Open Mobile Alliance (OMA), хотя в процессе разработки она была частью групп 3GPP и Wireless Application Protocol.

## Принцип работы
Сообщение MMS состоит из двух частей. Содержимое сообщения хранится на специальном WAP-сервере оператора. Вторая часть — это особое сообщение SMS, которое посылается получателю. Если телефон получателя поддерживает MMS, то на экране обычно появляется уведомление о пришедшем MMS-сообщении и предложение скачать основную часть. Если телефон не поддерживает MMS, то чаще всего приходит обычное сообщение SMS с WAP-ссылкой на основную часть.
Очень часто в телефоне предусмотрена возможность автоматической загрузки MMS-сообщений. Также имеется возможность отключать загрузку MMS в роуминге, где оплата обычно снимается за трафик, а не за одно сообщение.
Таким образом, MMS является надстройкой, объединяющей службы SMS и WAP. Различия заключаются лишь в позиционировании услуги и в отдельной тарификации. MMS чаще всего оплачиваются отправителем по фиксированной цене, без учёта трафика, а для получателя в домашней сети они бесплатны(только должен быть доступен и включён Интернет,к примеру, GPRS на старых или новых устройствах или 3G на более новых устройствах или прочее,что доступно в конкретного мобильного оператора и в конкретных устройствах)-в этом у них и есть плюс даже сейчас-так,как,если отправлять файлы по Интернету (к примеру,по тому же WhatsApp )-то должен быть оплачен и доступен Интернет,как и для отправителя,так и для получателя. Однако при нахождении в роуминге трафик может быть платным,что опять же-возможно,будет дороговато стоить(или не поддерживаться мобильным оператором связи другой страны)-хотя можно приобрести номер телефона местного оператора связи(то есть-другой страны пребывания и дать номер телефона своим знакомым и прочим людям,которым он нужен будет для связи,но также нужно ознакомиться с тарификацией услуг).

## Применение в прошлом и в настоящее время
Ранее MMS были основным и чуть ли не единственным способом передать фотографию или иной медиаконтент оперативно на мобильный телефон другого пользователя а также-была и есть возможность в MMS-сообщениях отправлять на далёкие расстояния,чего не было,к примеру,в Bluetooth и,тем более,в ИК-порте так,как в этих технологии передавались файлы с устройства на устройства а в MMS-отправка была при помощи мобильного оператора связи(как это было аналогично с телефонными звонками и SMS-сообщениями .С появлением современных смартфонов, поддерживающих возможность установки приложений и полноценное высокоскоростное подключение к глобальной сети Интернет, появились альтернативные, более удобные средства решения данной задачи (приложения-мессенджеры, такие, как Telegram и Viber). В отличие от SMS/MMS, сообщения в мессенджерах тарифицируются как обычный Интернет-трафик, что для пользователей с безлимитным доступом в Интернет обходится гораздо выгоднее (фактически бесплатно), чем оплата за каждое MMS-сообщение(тем более,если отправлять заграницу). По данным Deloitte, приложение WhatsApp используют 69 % пользователей смартфонов. Тем не менее большинство мобильных телефонов и смартфонов и сейчас поддерживают функцию MMS. В смартфонах Apple iPhone SMS/MMS и iMessage интегрированы в единое приложение «Сообщения».